# 9463 Criscione
A 9463 Criscione (ideiglenes jelöléssel (9463) 1998 HW38) a Naprendszer kisbolygóövében található aszteroida. A LINEAR projekt keretében fedezték fel 1998. április 20-án.